# God Loves the Dead
God Loves the Dead är en EP med det norska black metal-bandet Ancient, utgivet 2001 av skivbolaget Metal Blade Records.

## Låtlista
1. "God Loves the Dead" – 3:49
2. "Trolltaar (2000)" – 6:40
3. "Powerslave" (Iron Maiden-cover) – 8:01
4. "The Draining" (remix) – 5:29
5. "Um Sonho Psycodelico" (remix) – 4:00

Bonusspår
1. "Um Sonho Psychodelico" (video) – 4:06
2. "God Loves the Dead" (video) – 3:46

- Text: Jesus Christ ! (spår 1), Aphazel (spår 2), Bruce Dickinson (spår 3), Kaiaphas (spår 4, 5)
- Musik: Jesus Christ ! (spår 1), Aphazel (spår 2, 4, 5), Bruce Dickinson (spår 3)

## Medverkande
Musiker (Ancient-medlemmar)
- Aphazel (Magnus Garvik) – sång, gitarr
- Deadly Kristin (Cristina Parascandolo) – sång
- Jesus Christ! (David Sciumbata) – keyboard
- Dhilorz (Danilo Di Lorenzo) – basgitarr
- GroM (Diego Meraviglia) – trummor

Bidragande musiker
- Krigse – trummor, percussion (spår 1)
- Thidra – gitarr (spår )

Produktion
- Ancient – producent (spår 1, 3)
- Alessandro Azzali – producent (spår 2, 3)
- Aphazel – pruducent (spår 2, 4, 5), omslagsdesign, omslagskonst
- Grom – omslagsdesign, omslagskonst
- Carmelo Giordano – foto